# Nederlandse Rode lijst (paddenstoelen X t/m eind)
De Rode Lijst voor paddenstoelen was voorheen opgenomen in het besluit Rode Lijst paddenstoelen en nu in het besluit Rode Lijsten.
De Rode Lijsten worden regelmatig, bijvoorbeeld eens in de 10 jaar, bijgewerkt. Minister Veerman van Landbouw, Natuur en Voedselkwaliteit heeft op 5 november 2004 de nieuwe Rode Lijsten voor bedreigde dier- en plantensoorten vastgesteld. De Rode Lijst voor paddenstoelen is zeer uitgebreid en er staan nu 1648 soorten paddenstoelen op.
De naamgeving van de soorten is aangepast. Er zijn zes soorten geschrapt, omdat ze niet aan de criteria voor plaatsing op de Rode Lijst voldoen. Het betreft de soorten Hydnangium carneum, Lycoperdon marginatum, Tuber excavatum, Typhula variabilis, Xylaria digitata en Xylobolus frustulatus.
Op de Rode Lijsten staan, naast de bedreigde soorten, beschermingsmaatregelen om deze soorten weer in aantal te laten toenemen. Doordat overheden en terreinbeherende organisaties bij hun beleid en beheer rekening houden met de Rode Lijsten, wordt gehoopt dat van de nu bedreigde organismen er over tien jaar een aantal niet meer bedreigd zal zijn en dus van de Rode lijst afgevoerd kunnen worden.

## Categorieën
Er worden acht categorieën onderscheiden:
- uitgestorven op wereldschaal
- in het wild uitgestorven op wereldschaal
- verdwenen uit Nederland
- in het wild verdwenen uit Nederland
- ernstig bedreigd
- bedreigd
- kwetsbaar
- gevoelig

## De soorten op de Rode Lijst van 2004
- Nederlandse Rode lijst (paddenstoelen A t/m E)
- Nederlandse Rode lijst (paddenstoelen F t/m J)
- Nederlandse Rode lijst (paddenstoelen K t/m O)
- Nederlandse Rode lijst (paddenstoelen P t/m T)
- Nederlandse Rode lijst (paddenstoelen U t/m W)

|                               |                                  |                  |  |
| Z                             |                                  |                  |  |
| Zaagplaatgordijnzwam          | Cortinarius multiformis          | ernstig bedreigd |  |
| Zaagselhertenzwam             | Pluteus petasatus                | bedreigd         |  |
| Zaagvlakinktzwam              | Coprinus laanii                  | gevoelig         |  |
| Zadelkluifzwam                | Helvella ephippium               | bedreigd         |  |
| Zalmkleurige poria            | Junghuhnia nitida                | gevoelig         |  |
| Zalmsteelrussula              | Russula font-queri               | ernstig bedreigd |  |
| Zandaardtong                  | Geoglossum arenarium             | ernstig bedreigd |  |
| Zandborstelbekertje           | Cheilymenia fibrillosa           | gevoelig         |  |
| Zandchampignonparasol         | Leucoagaricus menieri            | gevoelig         |  |
| Zandfranjehoed                | Psathyrella dunarum              | gevoelig         |  |
| Zandmosklokje                 | Galerina alluviana               | gevoelig         |  |
| Zandpadgordijnzwam            | Cortinarius fusisporus           | gevoelig         |  |
| Zandputje                     | Geopora arenicola                | kwetsbaar        |  |
| Zandtulpje                    | Peziza ammophila                 | ernstig bedreigd |  |
| Zeedenmycena                  | Mycena seynii                    | kwetsbaar        |  |
| Zeemkleurig hazenoor          | Otidea alutacea                  | bedreigd         |  |
| Zeepzwam                      | Tricholoma saponaceum            | bedreigd         |  |
| Zeerusruitertje               | Marasmiellus trabutii            | kwetsbaar        |  |
| Zeggemycena                   | Mycena saccharifera              | kwetsbaar        |  |
| Zeggesatijnzwam               | Entoloma albotomentosum          | gevoelig         |  |
| Zemelige bekerzwam            | Peziza boudieri                  | gevoelig         |  |
| Zemelige brandplekbekerzwam   | Peziza echinospora               | ernstig bedreigd |  |
| Zijdeachtige beurszwam        | Volvariella bombycina            | kwetsbaar        |  |
| Zijdefranjehoed               | Psathyrella pannucioides         | gevoelig         |  |
| Zijdeglanssatijnzwam          | Entoloma lucidum                 | ernstig bedreigd |  |
| Zijdesteelgrauwkop            | Tephrocybe ozes                  | gevoelig         |  |
| Zijdetolzwam                  | Coltricia cinnamomea             | verdwenen        |  |
| Zijige bundelzwam             | Pholiota scamba                  | kwetsbaar        |  |
| Zijige inktzwam               | Coprinus insignis                | ernstig bedreigd |  |
| Zilverig porfierzwammetje     | Pseudobaeospora argentea         | verdwenen        |  |
| Zilverige gordijnzwam         | Cortinarius argentatus           | ernstig bedreigd |  |
| Zilverige heidesatijnzwam     | Entoloma argenteostriatum        | kwetsbaar        |  |
| Zilvermosschijfje             | Octospora leucoloma              | gevoelig         |  |
| Zilversteelsatijnzwam         | Entoloma turbidum                | kwetsbaar        |  |
| Zilversteelzwavelkop          | Psilocybe marginata              | kwetsbaar        |  |
| Zinksatijnzwam                | Entoloma calaminare              | gevoelig         |  |
| Zoete vaalhoed                | Hebeloma senescens               | bedreigd         |  |
| Zoetgeurende franjehoed       | Psathyrella fragrans             | verdwenen        |  |
| Zoetgeurende satijnzwam       | Entoloma ameides                 | bedreigd         |  |
| Zonnegloedknotszwam           | Clavaria incarnata               | bedreigd         |  |
| Zonnerussula                  | Russula solaris                  | kwetsbaar        |  |
| Zuidelijke korstzwam          | Lopharia cinerascens             | gevoelig         |  |
| Zuurbestrilzwam               | Tremella exigua                  | verdwenen        |  |
| Zwaardvishertenzwam           | Pluteus insidiosus               | gevoelig         |  |
| Zwartblauwe satijnzwam        | Entoloma atrocoeruleum           | gevoelig         |  |
| Zwartbruine bovist            | Bovista graveolens               | ernstig bedreigd |  |
| Zwartbruine knotszwam         | Clavaria pullei                  | gevoelig         |  |
| Zwartbruine vezelkop          | Inocybe furfurea                 | bedreigd         |  |
| Zwarte bekerzwam              | Pseudoplectania nigrella         | ernstig bedreigd |  |
| Zwarte berkenboleet           | Leccinum melaneum                | gevoelig         |  |
| Zwarte brandplekbekerzwam     | Peziza anthracina                | verdwenen        |  |
| Zwarte knolvezelkop           | Inocybe fuligineoatra            | gevoelig         |  |
| Zwarte korstkogelzwam         | Hypoxylon mediterraneum          | verdwenen        |  |
| Zwarte matjesbekerzwam        | Plectania melastoma              | gevoelig         |  |
| Zwarte schotelkluifzwam       | Helvella corium                  | bedreigd         |  |
| Zwarte trechtersatijnzwam     | Entoloma nigellum                | gevoelig         |  |
| Zwarte truffelknotszwam       | Cordyceps ophioglossoides        | bedreigd         |  |
| Zwarte vuurzwam               | Phellinus trivialis              | gevoelig         |  |
| Zwartgespikkelde wasplaat     | Camarophyllopsis atropuncta      | ernstig bedreigd |  |
| Zwartgestreepte vuurzwam      | Phellinus nigrolimitatus         | verdwenen        |  |
| Zwartplaatfranjehoed          | Psathyrella atrolaminata         | ernstig bedreigd |  |
| Zwartschubbige ridderzwam     | Tricholoma atrosquamosum         | ernstig bedreigd |  |
| Zwartsnedehertenzwam          | Pluteus atromarginatus           | bedreigd         |  |
| Zwartsneesatijnzwam           | Entoloma serrulatum              | kwetsbaar        |  |
| Zwartviolette bekerzwam       | Peziza recedens                  | gevoelig         |  |
| Zwartvlekkende rouwridderzwam | Lyophyllum semitale              | ernstig bedreigd |  |
| Zwartvoetkrulzoom             | Paxillus atrotomentosus          | bedreigd         |  |
| Zwartvoetvezelkop             | Inocybe tenebrosa                | bedreigd         |  |
| Zwartwitte bokaalkluifzwam    | Helvella leucomelaena            | kwetsbaar        |  |
| Zwartwitte russula            | Russula albonigra                | ernstig bedreigd |  |
| Zwartwordende grauwkop        | Tephrocybe oldae                 | kwetsbaar        |  |
| Zwartwordende ridderhoed      | Porpoloma metapodium             | gevoelig         |  |
| Zwartwordende zalmplaat       | Rhodocybe popinalis              | kwetsbaar        |  |
| Zwavelgele bundelzwam         | Pholiota flavida                 | gevoelig         |  |
| Zwavelgele gordijnzwam        | Cortinarius pseudosulphureus     | bedreigd         |  |
|                               |                                  |                  |  |
| Geen Nederlandse naam         |                                  |                  |  |
|                               | Ceriporiopsis mucida             | ernstig bedreigd |  |
|                               | Clavaria ravida                  | verdwenen        |  |
|                               | Clavulinopsis microspora         | gevoelig         |  |
|                               | Collybia acervata                | verdwenen        |  |
|                               | Coprinus velatopruinatus         | gevoelig         |  |
|                               | Cortinarius alneus               | gevoelig         |  |
|                               | Cortinarius amigochrous          | gevoelig         |  |
|                               | Cortinarius biveloides           | verdwenen        |  |
|                               | Cortinarius candelaris           | verdwenen        |  |
|                               | Cortinarius damascenus           | gevoelig         |  |
|                               | Cortinarius duracinus            | gevoelig         |  |
|                               | Cortinarius fistularis           | gevoelig         |  |
|                               | Cortinarius hinnuloides          | ernstig bedreigd |  |
|                               | Cortinarius hoeftii              | gevoelig         |  |
|                               | Cortinarius jubarinus            | ernstig bedreigd |  |
|                               | Cortinarius luci                 | verdwenen        |  |
|                               | Cortinarius multicolor           | verdwenen        |  |
|                               | Cortinarius napus                | verdwenen        |  |
|                               | Cortinarius opimus [s. R. Henry] | verdwenen        |  |
|                               | Cortinarius praestigiosus        | gevoelig         |  |
|                               | Cortinarius privignoides         | gevoelig         |  |
|                               | Cortinarius pseudocandelaris     | verdwenen        |  |
|                               | Cortinarius pseudoprivignus      | gevoelig         |  |
|                               | Cortinarius rubellopes           | verdwenen        |  |
|                               | Cortinarius safranopes           | gevoelig         |  |
|                               | Cortinarius sciophyllus          | bedreigd         |  |
|                               | Cortinarius subferrugineus       | ernstig bedreigd |  |
|                               | Cortinarius sublatisporus        | gevoelig         |  |
|                               | Cortinarius subporphyropus       | gevoelig         |  |
|                               | Cortinarius subviolascens        | verdwenen        |  |
|                               | Cortinarius talus                | verdwenen        |  |
|                               | Cortinarius tiliaceus            | gevoelig         |  |
|                               | Cortinarius uliginobtusus        | verdwenen        |  |
|                               | Cortinarius variegatus           | verdwenen        |  |
|                               | Cortinarius veregregius          | gevoelig         |  |
|                               | Entoloma chloropolium            | gevoelig         |  |
|                               | Flammulaster gracilis            | bedreigd         |  |
|                               | Flammulaster wieslandri          | bedreigd         |  |
|                               | Geoglossum difforme              | ernstig bedreigd |  |
|                               | Geopyxis majalis                 | gevoelig         |  |
|                               | Gymnopilus liquiritiae           | gevoelig         |  |
|                               | Gymnopilus stabilis              | ernstig bedreigd |  |
|                               | Helvella confusa                 | gevoelig         |  |
|                               | Hygrophorus pudorinus [s.l.]     | verdwenen        |  |
|                               | Hypoxylon mammatum               | gevoelig         |  |
|                               | Hypoxylon udum                   | verdwenen        |  |
|                               | Inocybe hirtelloides             | bedreigd         |  |
|                               | Inocybe olivaceobrunnea          | gevoelig         |  |
|                               | Inocybe proximella [s. J. Favre] | ernstig bedreigd |  |
|                               | Inocybe rennyi                   | gevoelig         |  |
|                               | Lactarius mairei                 | ernstig bedreigd |  |
|                               | Lactarius ruginosus              | verdwenen        |  |
|                               | Lactarius scoticus               | gevoelig         |  |
|                               | Lactarius violascens             | verdwenen        |  |
|                               | Lamprospora asperior             | gevoelig         |  |
|                               | Lepiota echinella                | gevoelig         |  |
|                               | Peziza moravecii                 | gevoelig         |  |
|                               | Peziza retiderma                 | gevoelig         |  |
|                               | Phlebia ochraceofulva            | gevoelig         |  |
|                               | Pholiota limonella               | verdwenen        |  |
|                               | Pleurotus calyptratus            | gevoelig         |  |
|                               | Psathyrella badia                | verdwenen        |  |
|                               | Psathyrella borgensis            | verdwenen        |  |
|                               | Psathyrella mookensis            | verdwenen        |  |
|                               | Psathyrella multicystidiata      | verdwenen        |  |
|                               | Psathyrella rhombispora          | gevoelig         |  |
|                               | Psathyrella romseyensis          | verdwenen        |  |
|                               | Psathyrella twickelensis         | verdwenen        |  |
|                               | Russula romellii                 | gevoelig         |  |
|                               | Russula versatilis               | gevoelig         |  |
|                               | Sistotremastrum suecicum         | verdwenen        |  |
|                               | Skeletocutis subincarnata        | gevoelig         |  |
|                               | Steccherinum oreophilum          | verdwenen        |  |
|                               | Trichophaea albospadicea         | gevoelig         |  |
|                               | Xylaria guepini                  | verdwenen        |  |